# Служба военной контрразведки (Польша)
Служба военной контрразведки (пол. Służba Kontrwywiadu Wojskowego, SKW) — спецслужба Республики Польша, отвечающая за защиту от внутренних угроз национальной безопасности и обороны Польши и боеспособность польских вооружённых сил в соответствии с Законом от 9 июня 2006 года. Находится в подчинении Министерства национальной обороны. Создана после расформирования Военной информационной службы решением сейма Польши 30 сентября 2006 года.
Штаб-квартира SKW находится в Варшаве на улице Очки,1.
В настоящее время SKW возглавляет бригадный генерал Януш Носек.

## Организационная структура
- Оперативное управление
- Совет защиты экономических интересов Вооружённых Сил
- Совет защиты Вооружённых Сил
- Управление информационной безопасности
- Отдел технологии и наблюдения
- Управление радиоконтрразведки
- Управление коммуникаций и информационных технологий
- Управление охраны и внутренней безопасности
- Управление логистики
- Управление учёта и архивов
- Управление кадров
- Управление по правовым вопросам
- Отдел по финансовому надзору
- Отдел внутреннего аудита
- Аппарат начальника SKW
- Инспекция SKW в Гдыне
- Инспекция SKW в Кракове
- Инспекция SKW в Люблине
- Инспекция SKW в Познани
- Инспекция SKW в Варшаве[3]

## Функции
1. Выявление, предупреждение и расследование преступлений, совершенных военнослужащими Войска Польского и другими сотрудниками учреждений Министерства национальной обороны, в том числе:
  - преступлений против мира, человечности и военных преступлений, в соответствии с определением в главе XVI Закона от 6 июня 1997 от Польской Республики и в главе XVII Закона от 6 июня 1997 года;
  - упомянутых в статье 140 Закона от 6 июня 1997;
  - упомянутых в статьях 228—230 Закона от 6 июня 1997 года, где они могут поставить под угрозу безопасность и боеспособность польских вооружённых сил;
  - против раскрытия секретной информации;
  - связанных с торговлей товарами, технологиями и услугами, имеющими стратегическое значение для национальной безопасности;
  - связанных с террористической деятельностью.
2. Взаимодействие с военной полицией и другими органами, уполномоченными расследовать преступления, перечисленные в пункте 1.
3. Выполнение задач по защите государства
4. Сбор, анализ, обработка информации, которая может иметь отношение к вопросам обороны, безопасности и боеспособности польских вооружённых сил;
5. Проведение контрразведывательных операций в сфере радиоэлектронной борьбы, а также для защиты криптографических данных;
6. Участие в планировании и осуществлении контроля за выполнением международных соглашений по разоружению;
7. Обеспечения безопасности воинских частей и личного состава при выполнения задач за пределами страны;
8. Обеспечение безопасности научно-исследовательских работ по заказу вооружённых сил Польши, а также производства и сбыта товаров, технологий и услуг для польских вооружённых сил;
9. Другие функции, предусмотренные законодательством Польши, а также международными соглашениями Республики Польша.

## Глава SKW
Начальник Службы военной контрразведки назначается и освобождается от должности премьер-министром страны по представлению министра обороны, после консультаций с президентом Польши и специальным комитетом Сейма по вопросам спецслужб.
Начальник Службы военной контрразведки может быть освобождён от должности в следующих случаях:
- добровольная отставка;
- отказ от польского гражданства или получение гражданства другого государства;
- вступления в силу приговора суда за совершённое преступление;
- потеря дееспособности;
- неисполнение своих обязанностей по причине болезни в течение более 3 месяцев подряд.

## Руководство SKW с 2006
| Порядковый номер | Пребывание в должности                     | Имя, фамилия                  | Должность                                  |
| ---------------- | ------------------------------------------ | ----------------------------- | ------------------------------------------ |
| 1.               | июль 2006 года — 4 октября 2006 года       | Антоний Мацеревич             | Комиссар по созданию военной контрразведки |
| 2.               | 4 октября 2006 года — 5 ноября 2007 года   | Антоний Мацеревич             | Начальник SKW                              |
| 3.               | 5 ноября — 20 ноября 2007 года             | Полковник Анджей Ковальский   | и. о. начальника SKW                       |
| 4.               | 20 ноября 2007 года — 20 февраля 2008 года | Полковник Гржегож Речка       | и. о. начальника SKW                       |
| 5.               | 20 февраля 2008 года — 20 мая 2008 года    | подполковник Януш Носек       | и. о. начальника SKW                       |
| 6.               | 20 мая 2008 года — наст. время             | бригадный генерал Януш Носек. | Начальник SKW                              |